# 프로그래머 목록
이 문서는 컴퓨터과학, 소프트웨어 분야에 크게 기여하거나 특정 아키텍처를 새롭게 만들거나 수정한 사람들을 포함하는 프로그래머의 목록이다.
컴퓨터과학자로서 유명한 사람들도 여기에 일부 포함된다. 모든 항목은 관련된 문서가 기존에 존재해야 한다.

## A
- 앨프리드 에이호 – AWK의 공동 제작자 (AWK의 A), Compilers: Principles, Techniques, and Tools의 주 저자
- 폴 앨런 – Altair BASIC, 애플소프트 베이직, 마이크로소프트의 공동 설립자
- 마크 앤드리슨 – 모자이크 웹 브라우저의 공동 개발자, 넷스케이프의 공동 설립자

## B
- 존 배커스 – 포트란, 배커스-나우르 표기법
- 팀 버너스리 – 월드 와이드 웹의 발명가
- 그래디 부치 – 통합 모델링 언어의 공동 개발자
- 세르게이 브린 – 구글의 공동 설립자

## C
- 존 카맥 – 둠 시리즈, 퀘이크 (비디오 게임)과 같은 1인칭 슈팅 게임을 개발함
- 빈트 서프 – TCP/IP, 네트워크 컨트롤 프로그램(Network Control Program)
- 에드거 F. 커드 – 관계형 모델의 중요한 설계자
- 브램 코언 – 비트토렌트 프로토콜 설계 및 구현
- 앨런 쿠퍼 – 비주얼 베이직
- 앨런 콕스 – 리눅스 커널의 공동 개발자
- 워드 커닝햄 – 위키 개념의 창시자
- 데이비드 커틀러 – OpenVMS, 윈도우 NT의 설계자

## D
- 에츠허르 데이크스트라 – 알골 (프로그래밍 언어), 데이크스트라 알고리즘, Goto 문에 기여함
- 잭 도시 – 트위터의 개발자

## E
- 브렌던 아이크 – 자바스크립트 언어의 개발자
- 래리 엘리슨 – 오라클 데이터베이스의 공동 개발자, 오라클의 공동 설립자

## F
- 데이비드 파일로 – 야후!의 공동 창립자

## G
- 빌 게이츠 – Altair BASIC, 마이크로소프트의 공동 설립자
- 아델 골드버그 – 스몰토크 언어의 공동 개발자
- 제임스 고슬링 – 자바, Gosling Emacs, NeWS
- 자겍스 – RuneScape Classic, 룬스케이프, 자겍스의 공동 설립자
- 폴 그레이엄 – Yahoo! Store, On Lisp, ANSI 커먼 리스프

## H
- 아네르스 하일스베르 – 터보 파스칼, 델파이, C 샤프, 타입스크립트
- 리베카 하이너맨 – 《바즈 테일 III: 시프 오브 페이트》와 《드래곤 워즈》 제작자
- 리치 히키 – 클로저 언어의 개발자
- 리처드 힙 – SQLite의 개발자
- 찰스 앤터니 리처드 호어 – 퀵 정렬를 최초로 구현함, 알골 60 컴파일러, 커뮤니케이팅 시퀜셜 프로세스
- 그레이스 호퍼 – 하버드 마크 I 컴퓨터, FLOW-MATIC, 코볼

## I
- 미겔 데 이카사 – 그놈 프로젝트 리더, 모노 프로젝트를 시작함
- 호베르투 이에루잘림스시 – 루아의 주요한 설계자
- 케네스 아이버슨 – APL (프로그래밍 언어), J (프로그래밍 언어)

## J
- 빌 조이 – BSD, C 셸, Vi, 썬 마이크로시스템즈의 공동 설립자
- 로버트 K 정 – ARJ의 개발자

## K
- 필 캐츠 – ZIP의 개발자, PKZIP의 개발자
- 앨런 케이 – 스몰토크, 다이나북, 객체 지향 프로그래밍, 스퀵
- 존 조지 케메니 – 베이직의 공동 개발자
- 브라이언 커니핸 – AWK의 공동 개발자 (AWK의 K), ditroff 텍스트-포맷팅 도구의 개발자
- 게리 킬달 – CP/M, MP/M, 바이오스, PL/M, 데이터 흐름 분석, 바이너리 재컴파일러, 멀티태스킹 OS, GUI, 디스크 캐싱, CD-ROM 파일시스템 및 데이터구조, 초기 멀티미디어 기술 연구로 알려짐, 디지털 리서치(DRI)의 설립자
- 도널드 커누스 – TeX, CWEB, Metafont, 컴퓨터 프로그래밍의 예술, Concrete Mathematics

## L
- 레슬리 램포트 – LaTeX
- 버틀러 램슨 – 텍스트 편집기 QED의 공동 개발자
- 크리스 라트너 – LLVM 프로젝트의 개발자
- 라스무스 러도프 – PHP의 개발자
- 로버트 러브 – 리눅스 커널 개발자
- 에이다 러브레이스 – 최초의 프로그래머 (찰스 배비지의 해석기관)

## M
- 칼레드 마담-베이(Khaled Mardam-Bey) – mIRC의 개발자 (Internet Relay Chat Client)
- 마츠모토 유키히로 – 루비 (프로그래밍 언어)
- 존 매카시 (컴퓨터 과학자) – 리스프
- 시드 마이어 – 문명, 레일로드 타이쿤을 개발함, 마이크로프로스의 공동 설립자
- 맷 멀런웨그 – 워드 프레스의 개발자

## N
- 페테르 나우르 – 배커스-나우르 표기법, 알골 60

## P
- 래리 페이지 – 구글의 공동 설립자
- 알렉세이 파지트노프 – Electronica 60에서 테트리스를 개발함
- 시모어 페퍼트 – 로고 (프로그래밍 언어)
- 마르쿠스 페르손 – 마인크래프트의 개발자
- 찰스 페졸드 – 마이크로소프트 윈도우 프로그래밍 도서를 지음

## R
- 에릭 레이먼드 – Open Source movement, fetchmail의 개발자
- 존 레식 – JQuery 자바스크립트 라이브러리의 개발자
- 데니스 리치 – C (프로그래밍 언어), 유닉스, 플랜 9 (운영 체제), 인페르노 (운영 체제)
- 로널드 라이베스트 – RSA 암호 알고리즘의 공동 개발자 (R은 Rivest에서 따옴). RC4, MD5의 개발자.
- 존 로메로 – 1인칭 슈팅 게임 둠 시리즈, 퀘이크 (비디오 게임)
- 귀도 반 로섬 – 파이썬
- 러스티 러셀 – Iptables 리눅스의 Iptables의 개발자
- 마크 러시노비치 – Sysinternals.com, Filemon, Regmon, Process Explorer, TCPView, RootkitRevealer

## S
- 크리스 소여 – 롤러코스터 타이쿤 (비디오 게임)과 트랜스포트 타이쿤 시리즈의 개발자
- 에런 스워츠 – 소프트웨어 개발자, 작가, 인터넷 운동가
- 아디 샤미르 – RSA 암호 알고리즘의 공동 개발자(S는 Shamir에서 따옴)
- 찰스 시모니 – 헝가리안 표기법, Bravo (최초의 위지위그 텍스트 편집기), 마이크로소프트 워드.
- 리처드 스톨먼 – 이맥스, GNU 컴파일러 모음, GNU 디버거, GNU 프로젝트의 설립자이자 선구자, ITS에서의 터미널 독립적인 I/O의 선구자, Lisp 머신 매뉴얼
- 크리스토퍼 스트래치 – 표시적 의미론
- 비야네 스트롭스트룹 – C++의 개발자

## T
- 앤드루 타넨바움 – 미닉스
- 오드리 탕 – Pugs 프로그래밍 언어의 설계자
- 켄 톰프슨 – 유닉스, 플랜 9, 인페르노, B, Bon 언어를 설계하고 개발함, UTF-8 텍스트 인코딩의 개발자, 정규 표현식을 QED에 도입함, Go의 공동 개발자
- 리누스 토르발스 – 리눅스 커널의 개발자이자 현직 관리자, 버전 관리 소프트웨어 깃 (소프트웨어)의 개발자
- 앨런 튜링

## W
- 래리 월 – Warp (1980년대 우주전쟁 게임), 뉴스리더 도구 rn, Patch, 펄
- 존 워녹 – 포스트스크립트의 개발자
- 에번 윌리엄스 (기업인) – 로고 (프로그래밍 언어)의 공동 개발자
- 니클라우스 비르트 – 파스칼 (프로그래밍 언어), Modula-2, Oberon 프로그래밍 언어
- 스티븐 울프럼 – 매스매티카의 개발자
- 스티브 워즈니악 – 브레이크아웃 (비디오 게임), 애플 정수 베이직, 애플의 공동 설립자
- 윌 라이트 – 심시티 시리즈를 개발함, 맥시스를 공동 설립함

## Y
- 제리 양 – 야후!의 공동 설립자

## Z
- 마크 저커버그 – 페이스북의 설립자

## 같이 보기
- 컴퓨터 과학자의 목록